# Heartland (utwór)
"Heartland" to piosenka rockowej grupy U2, pochodząca z jej wydanego w 1988 roku albumu, Rattle and Hum. W przeciwieństwie do innych utworów z płyty, "Heartland" była niewykorzystaną "pozostałością" po The Joshua Tree, której producentami byli Brian Eno i Daniel Lanois.

## Wykonania koncertowe
Piosenka nigdy nie została zagrana na żywo. Jedynie podczas dwóch koncertów Bono dwukrotnie użył fragmentu jej tekstu podczas wykonywania innego utworu. Miało to miejsce w trakcie występów w Melbourne, w październiku 1989 roku, za każdym razem nastąpiło to podczas grania przez zespół "Where the Streets Have No Name".

## Covery
Irlandzki zespół BellX1 nagrał własną wersję "Heartland", która ukazała się na kompilacyjnym albumie złożonym z coverów piosenek U2, Even Better Than the Real Thing. Płyta ukazała się w 2005 roku, w ramach pomocy ofiarom trzęsienia ziemi na Oceanie Indyjskim w 2004 roku.